# Campeonato Nacional de Rodeo de 1952
El Campeonato Nacional de Rodeo de 1952 fue la cuarta versión del Campeonato Nacional de Rodeo, que es el campeonato más importante del rodeo chileno, deporte nacional de Chile. Se disputó por primera vez en la tradicional ciudad de Chillán, en marzo de 1953, y los campeones fueron René Urzua y Francisco Jara, quienes montaron a "Ojalera" y "Algún Día" y totalizaron 14 puntos buenos.
Este campeonato fue el primero que ganó René Urzúa, quien en los años siguientes se convertiría en uno de los jinetes más destacados de la historia del rodeo al ganar tres títulos nacionales.
Los segundos campeones fueron Rodolfo Bustos y Segundo Zúñiga en "Faustino" y "Achaguey" con 12 puntos, mientras que los terceros fueron Pedro y Ricardo Espinoza en "Combinación" y "Novedoso" con 11 puntos.

## Resultados

### Serie de campeones
| Champion 1952 | Champion 1952                          | Champion 1952                  | Champion 1952 |
| ------------- | -------------------------------------- | ------------------------------ | ------------- |
| Lugar         | Jinetes                                | Caballos                       | Puntaje       |
| 1º            | René Urzúa y Francisco Jara            | "Ojalera" y "Algún Día"        | 14            |
| 2º            | Rodolfo Bustos y Segundo Zúñiga        | "Faustino" y "Achaguey"        | 12            |
| 3º            | Pedro Juan Espinoza y Ricardo Espinoza | "Combinación" y "Novedoso"     | 11            |
| 4º            | René Urzúa y Nano Ramírez              | "Arrocito" y "Cortejador"      | 10            |
| 5º            | Baltasar Puig y Fernando Barra         | "Trasnochadora" y "Chamantina" | 9             |